# The Plainsman
The Plainsman, conocida como El llanero en Argentina y como Buffalo Bill en España, es una película protagonizada por Gary Cooper.

## Argumento
Buffalo Bill es un relato sobre tres personajes reales del Oeste americano, Wild Bill Hickok (Gary Cooper), Calamity Jane (Jean Arthur) y Buffalo Bill (James Ellison).
La película se tituló originalmente The Plainsman y estuvo dirigida por Cecil B. DeMille, a pesar de que la participación del personaje de Buffalo Bill es destacada es secundaria pues la trama principal está llevada por la historia de amor entre Wild Bill Hickok y Calamity Jane.